# Jaarbeurs (Utrecht)

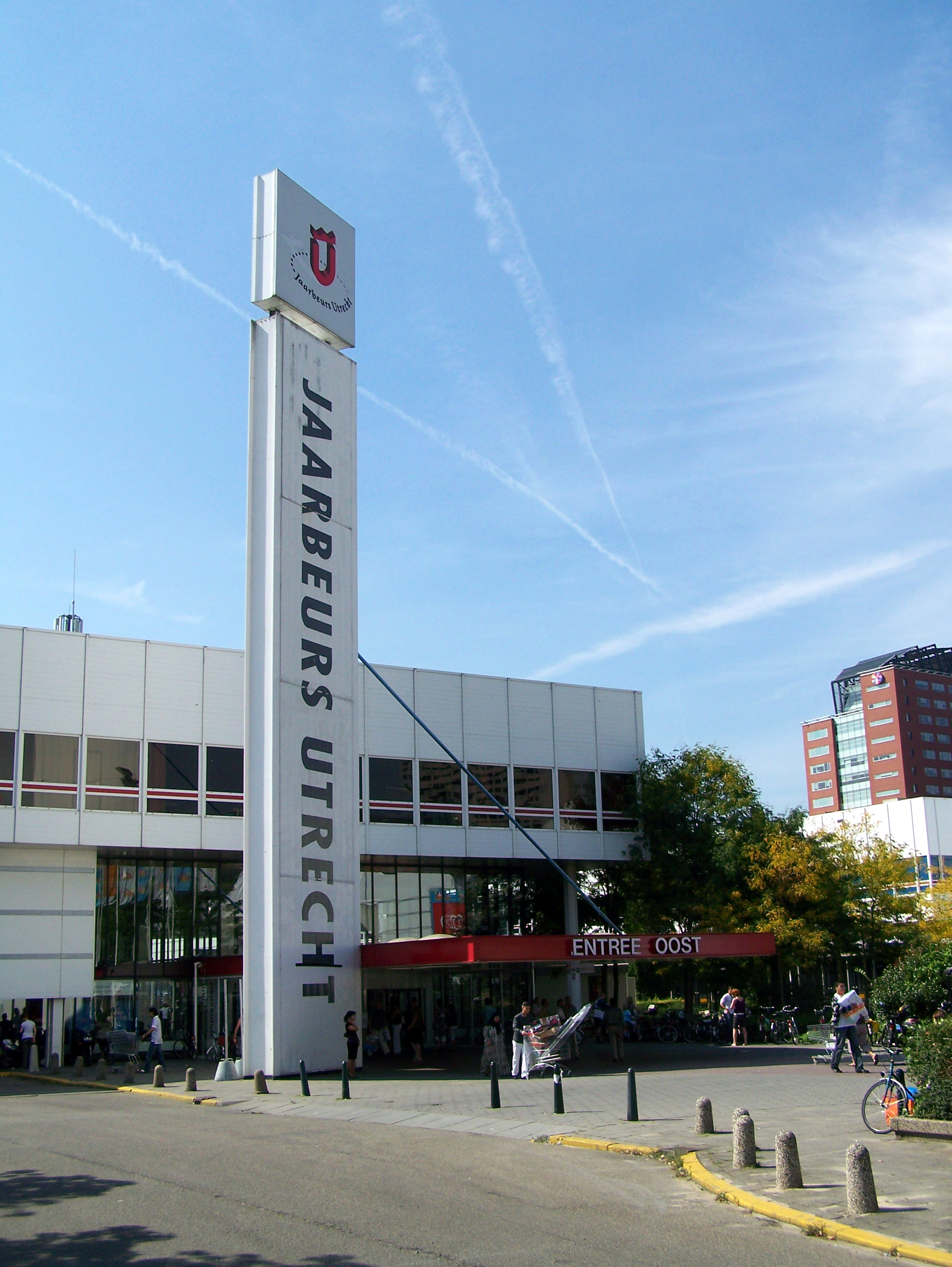
Jaarbeurs

Jaarbeurs, voor 2015 Jaarbeurs Utrecht geheten, is een gebouwencomplex voor grootschalige evenementen in de Nederlandse stad Utrecht. De gebouwen liggen nabij station Utrecht Centraal aan het Jaarbeursplein.
De Jaarbeurs is beschikbaar voor de bezoeker, organisator en exposant. Jaarbeurs organiseert en faciliteert tal van kleine en grote events, live en online. Het is een plek voor het bijwonen van congressen of evenementen en voor het organiseren van vergaderingen, workshops, trainingen, congressen, (bedrijfs)events en beurzen.
Jaarlijks trekt de Jaarbeurs circa 2,5 miljoen bezoekers. De evenementenlocatie in Utrecht is geschikt voor uiteenlopende activiteiten. Van grote beurzen, evenementen en shows tot kleinschalige vergaderingen en zakelijke congressen.

## Geschiedenis
De directe aanleiding voor de oprichting van Jaarbeurs was de Eerste Wereldoorlog. Als gevolg van de oorlog was er een sterke afname van de internationale handel in Nederland. Goederen die niet meer geïmporteerd konden worden, moesten nu in Nederland geproduceerd worden. Dit leidde tot een toename van de binnenlandse handel. Daarom ontstond vraag naar een centraal punt in Nederland waar handelscontacten gelegd konden worden.
Op het initiatief van de Vereeniging Nederlandsch Fabrikaat, de Maatschappij van Nijverheid en de Nederlandse Vereniging voor Tentoonstellingsbelangen werd in 1916 de Vereeniging tot het houden van Jaarbeurzen in Nederland opgericht. Als plaats voor het organiseren van de jaarbeurs viel de keuze op Utrecht, vanwege de centrale ligging en de goede bereikbaarheid.
Een aantal prominente Utrechters nam zitting in het dagelijks bestuur van de vereniging. Willem Graadt van Roggen was een hoofdpersoon in de beginperiode van de Jaarbeurs en fungeerde onder meer als secretaris-generaal. Om de jaarbeurs te organiseren kreeg de vereniging subsidie van de rijksoverheid en de gemeente Utrecht en leende de laatste in het begin ook ambtenaren uit. Dit paste in het streven van het rijk om de Nederlandse economie overeind te houden in oorlogstijd.
De eerste Utrechtse Jaarbeurs werd gehouden in 1917, toen nog in de voormalige Fruithal en Korenbeurs op het Vredenburg, en op het Janskerkhof en op de Maliebaan. 87.000 geselecteerde bezoekers, zoals industriëlen en winkeliers, bezochten de twee weken durende eerste editie waarop 690 Nederlandse bedrijven zich presenteerden. Deze editie, omgeven door een forse reclamecampagne en gunstige treintarieven, werd een groot succes en vormt binnen de Utrechtse geschiedenis een markant punt in de ontwikkelingen naar een moderne stad.
Toen de tweede jaarbeurs in het voorjaar van 1918 met 1062 deelnemers ook een groot succes bleek te zijn, besloot de vereniging zich permanent in Utrecht te vestigen. In 1921 werd voor het eerst ook een jaarbeurs in het najaar georganiseerd en had deze ook internationale deelnemers. In datzelfde jaar werd de Fruithal vervangen door het eerste vaste jaarbeursgebouw. In 1930 werd ook de Korenbeurs vervangen door nieuwbouw, daarna werd de ruimte nog twee maal uitgebreid met aanbouw in 1932 en 1938.
In 1942 was het houden van jaarbeurzen verboden door de nazi's. De bezetter nam de gebouwen in beslag. In 1946 werd de eerste naoorlogse jaarbeurs georganiseerd, voortaan zonder subsidie van het rijk en de gemeente. Omdat het aantal deelnemers zeer sterk groeide moest  Jaarbeurs de beschikbare ruimte opnieuw uitbreiden. Omdat uitbreiding van de gebouwen op het Vredenburg geen optie was, werd gekozen voor een locatie aan de Croeselaan.
De Bernhardhal is de eerste hal aan de Croeselaan. Deze hal werd in 1953 in gebruik genomen. Daarna werd ruimte op de Croeselaan in hoog tempo uitgebreid met meer nieuwbouw. In 1970 werden de meeste oude Jaarbeursgebouwen op het Vredenburg gesloopt om plaats te maken voor Hoog Catharijne en het Muziekcentrum. Alleen het secretariaatsgebouw, een ontwerp van Piet Elling uit 1961, bleef enkele decennia staan, als onderdeel van Hoog Catharijne. Met de verbouwing van Hoog Catharijne werd dit gebouw in 2013 gesloopt.

## Gebruik
In Jaarbeurs vinden beurzen plaats zoals onder andere de Vakantiebeurs, het Boekenfestijn, KreaDoe, de 50PlusBeurs en de Motorbeurs. Evenementen zijn concerten en dancefeesten als Trance Energy en Thunderdome. Daarnaast wordt Jaarbeurs bij grote treinstoringen gebruikt als noodopvang. Bijzondere activiteiten uit het verleden waren onder meer A Flight to Lowlands Paradise, het pausbezoek, de HCC-dagen en diverse nevenactiviteiten bij de Tourstart in 2015. Vanwege de coronapandemie is er sinds november 2020 op het parkeerterrein van Jaarbeurs een XL-Testlocatie van de GGD Regio Utrecht gebouwd en sinds februari 2021 een Vaccinatielocatie.

## Bereikbaarheid
Jaarbeurs ligt in het midden van Nederland en is goed bereikbaar met zowel de auto als het openbaar vervoer. Jaarbeurs beschikt over eigen parkeerterreinen en ligt op loopafstand van Utrecht Centraal station. 

## Bioscoop
In 2016 is Kinepolis deels in gebruik genomen naast de Jaarbeurs, en in 2017 officieel geopend. Tegelijk met de bouw van de bioscoop is ook een gedeelde horecavoorziening gebouwd die zowel door bioscoop- als beursbezoekers kan worden gebruikt.

## Afbeeldingen

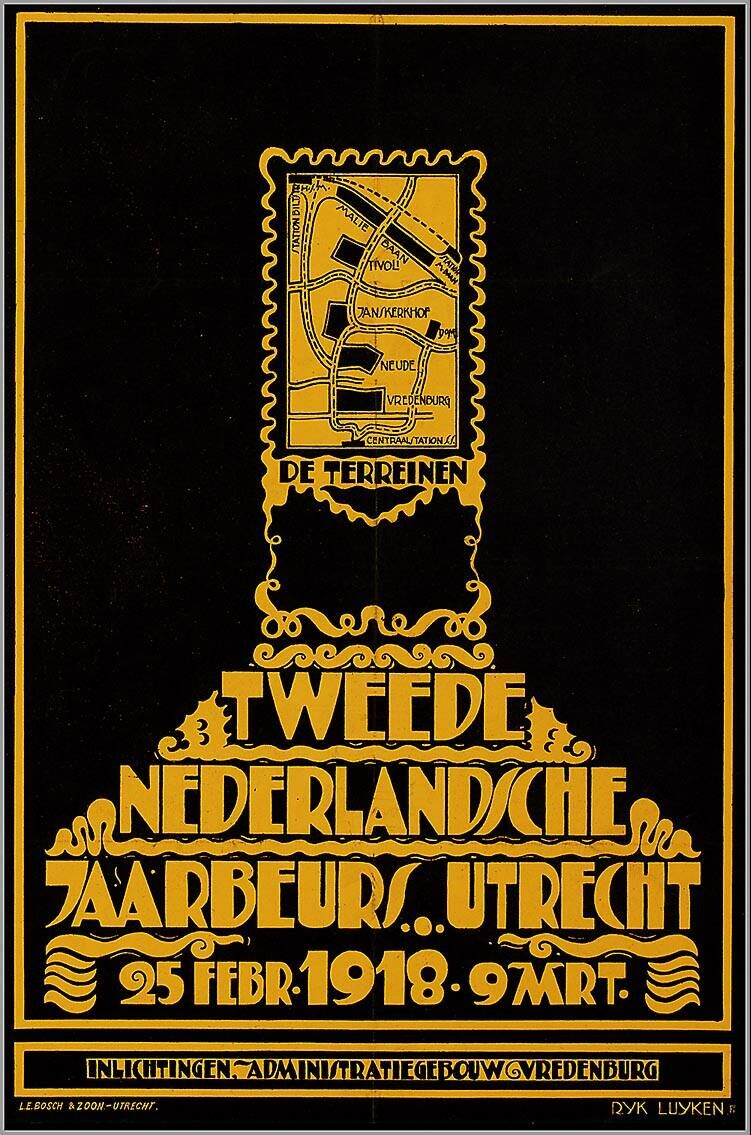
Affiche voor de tweede editie van de jaarbeurs.
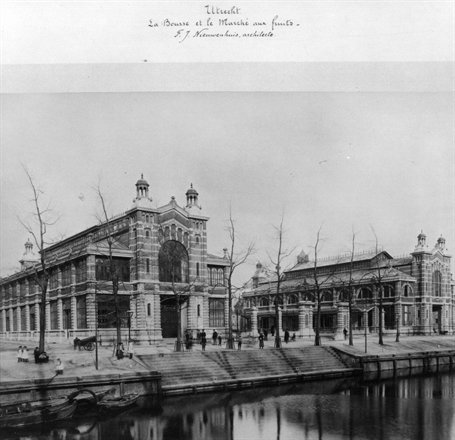
Verdwenen Fruithal en Korenbeurs
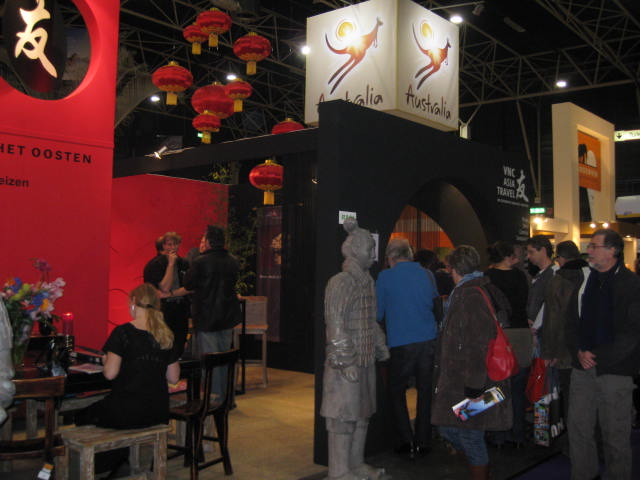
Beursdag op de Vakantiebeurs
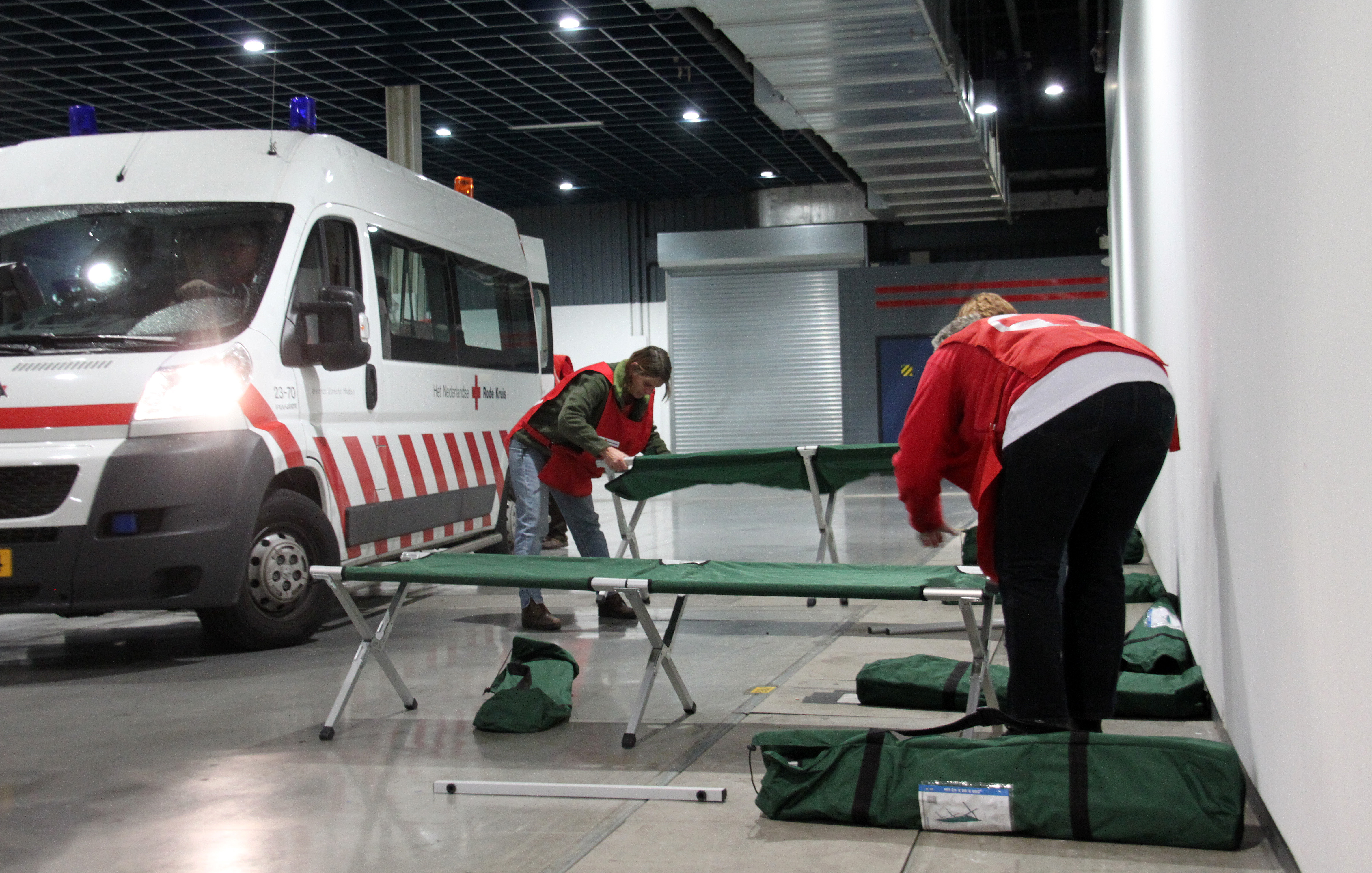
Zalen van Jaarbeurs worden ook gebruikt als noodopvang, zoals hier tijdens een grote treinstoring. Het Rode Kruis plaatst veldbedden.
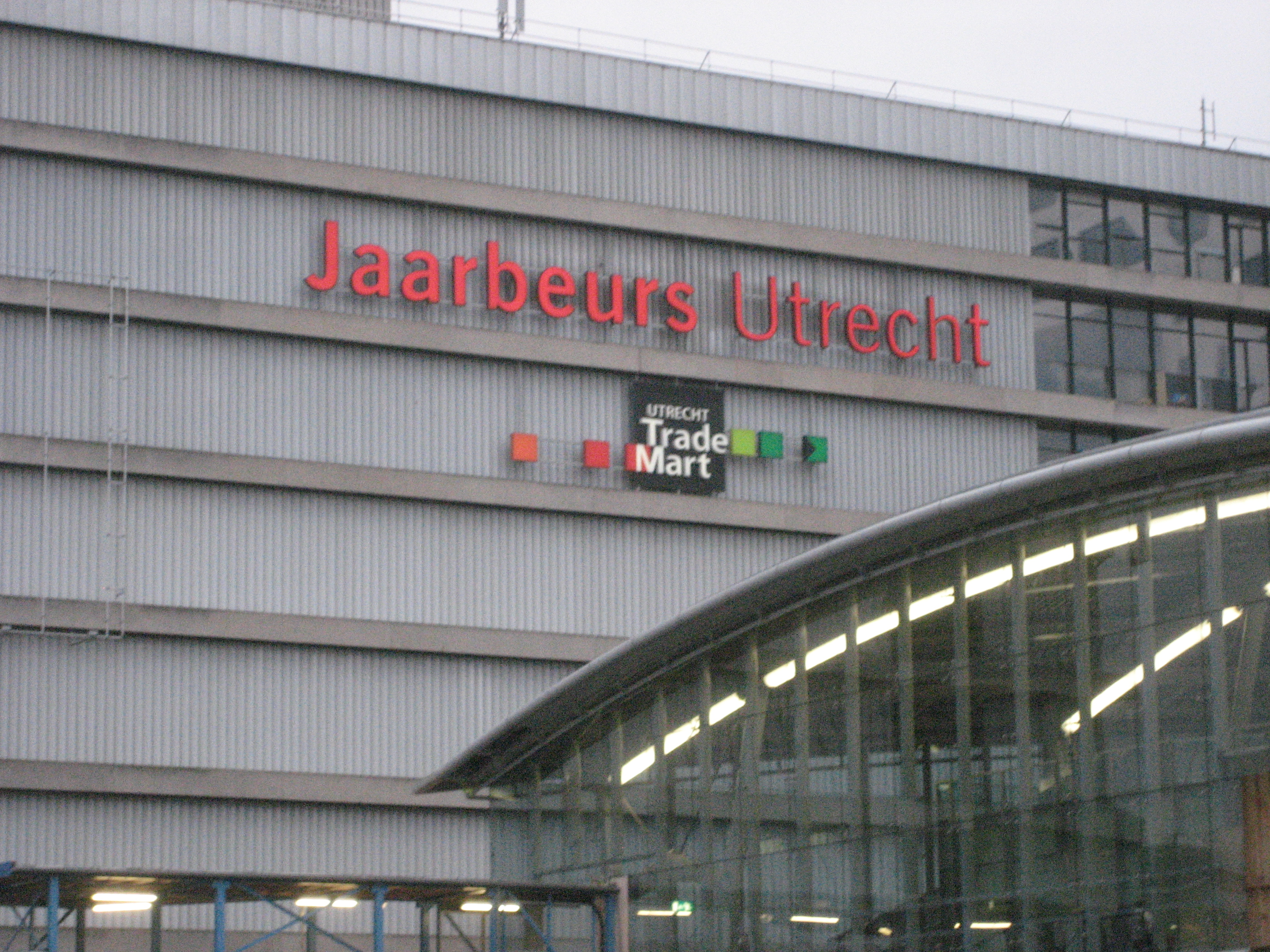
Jaarbeurs 2014